# Chaîne autour du soleil
 (septembre 2022).
Si vous disposez d'ouvrages ou d'articles de référence ou si vous connaissez des sites web de qualité traitant du thème abordé ici, merci de compléter l'article en donnant les références utiles à sa vérifiabilité et en les liant à la section « Notes et références ».
Chaîne autour du soleil (titre original : Ring Around The Sun) est un roman de science-fiction écrit par Clifford D. Simak, paru dans le numéro de décembre 1952 du magazine américain spécialisé Galaxy puis traduit en français et publié en 1956.

## Résumé
Jay Vickers, écrivain, se laisse emmener par  son agent Ann Carter voir un nommé Crawford. Ce dernier dit vouloir lui confier la rédaction d'un texte qui dénoncerait un complot contre la civilisation occidentale. Ce complot vise à inonder le marché d'articles alimentaires ou industriels gratuits ou à très bas prix, à la provenance inconnue, inusables et n'exigeant aucun entretien, de sorte que l'industrie finira par se retrouver au chômage.
Vickers méfiant refuse : il pense que ces produits peuvent améliorer le sort de l'humanité, aussi ne prend-il pas position. Le même soir, son voisin Horton Flanders lui parle de la possibilité que des intelligences extra-terrestres émettent vers la Terre des bribes de savoir. Puis Flanders disparaît. Jay participe aux recherches, mais sans savoir pourquoi, il sent que c'est inutile : de fait, Horton lui a laissé une lettre l'invitant à retourner à ses racines.
Peu après, Jay est accusé du meurtre de Horton. Fuyant jusqu'à sa maison natale, il y trouve une toupie qui lui inspire l'envie étrange de voir à nouveau tourner ses rayures. Crawford reparaît alors : lui et ses employeurs savent que des mutants sont à l'origine du dumping, des gens assez intelligents pour détruire l'ordre établi et prendre leur place. Jay en est un. Il ne veut pas coopérer? Aucune importance : le Bloc de l'Ouest, et celui de l'Est, vont donc se défendre en lançant une longue guerre, qui garantira la loyauté des masses. Les morts ne compteront guère, et Vickers en sera, puisque l'on a lancé une chasse aux sorcières.
Jay fuit en Eter-Auto (voiture inusable), mais c'est une erreur : lorsque celle-ci est détruite par des émeutiers anti-mutants, il se retrouve traqué. Il tente alors l'impossible, suivre les rayures de sa toupie. Celle-ci éveille en lui un talent qui le fait passer dans un monde parallèle, d'apparence vierge, mais où des usines automatisées produisent bel et bien les objets éternels.
Après un long voyage à pied, Vickers rencontre les mutants (télépathes, précogs, etc.) mais apprend qu'il n'est qu'un clone de l'un d'eux, pire, un morceau de clone, Horton en étant un autre et le dernier devant être Ann. Jay fuit pour sauver sa sœur supposée, car il pense que quelle que soit l"issue de la guerre, ils seront détruits ou mis au rebut. Mais en chemin, il rencontre une famille d'humains qui, sous la tutelle aimante des mutants, se préparent à édifier un monde meilleur. Tout est possible dans les univers infinis, et avec le savoir qui tombe des étoiles par télépathie. Y compris l'immortalité… qui lui sera offerte à lui aussi, ainsi qu'à ses parents en léthargie.
Rasséréné, Jay après avoir sauvé Ann des agents de Crawford, rejoint la croisade des mutants. Il choisit de s'adresser à des gens qui craignent la guerre atomique et qui s'échappent dans leurs fanfictions historiques, en leur envoyant ceux déjà "initiés". Grâce à cette propagande, de plus en plus de gens partent rejoindre les mutants et leurs premiers alliés.
Crawford et ses maîtres paniqués par cet exode, invitent Jay à négocier. Jay leur amène un film de sa toupie ; avant que Crawford n'ait pu réagir, la plupart des leaders présents, hypnotisés, changent de monde, preuve qu'ils étaient à leur insu des mutants et devaient leur position à leurs talents latents.
Crawford s'avoue vaincu. Devenu mélancolique, il se met à parler d'une semblable toupie que lui aussi possédait enfant… Vickers reconnaît alors son frère, et comprend que bientôt il sera de nouveau entier, et de surcroît avec Ann, qui n'est pas sa sœur, mais une partie de son amour de toujours.